# Diemelstadt
Diemelstadt é um município da Alemanha, situado no distrito de Waldeck-Frankenberg, no estado de Hesse. Tem 82,58 km² de área, e sua população em 2019 foi estimada em 5.203 habitantes.